# Tipula (Indratipula) comstockana
Tipula (Indratipula) comstockana is een tweevleugelige uit de familie langpootmuggen (Tipulidae). De soort komt voor in het Oriëntaals gebied.